# Aurora Dumitrescu

Aurora Dumitrescu

Aurora Dumitrescu (n. 13 februarie 1932 la Beiuș - d. 26 ianuarie 2016, București) a fost o profesoară de istorie, cunoscută mai ales pentru înfruntarea regimului comunist ca deținut politic.
În decembrie 1951 a fost arestată de Securitate, fiind acuzată de colaborare cu mișcarea de rezistență anticomunistă. În închisorile comuniste, a fost supusă unor anchete prin tortură de către Alexandru Vișinescu. A fost eliberată în iulie 1953, fiindu-i stabilit domiciliul obligatoriu în orașul natal, deși părinții se mutaseră la Arad.
După 1990 a intrat în Asociația Foștilor Deținuți Politici și a contribuit la mediatizarea exceselor regimului comunist.